# Скотники (Поддембицький повіт)
Скотники (пол. Skotniki) — село в Польщі, у гміні Унеюв Поддембицького повіту Лодзинського воєводства.
Населення — 81 особа (2011).
У 1975-1998 роках село належало до Конінського воєводства.

## Демографія
Демографічна структура станом на 31 березня 2011 року:
|          | Загалом | Допрацездатний вік | Працездатний вік | Постпрацездатний вік |
| -------- | ------- | ------------------ | ---------------- | -------------------- |
| Чоловіки | 45      | 13                 | 28               | 4                    |
| Жінки    | 36      | 7                  | 21               | 8                    |
| Разом    | 81      | 20                 | 49               | 12                   |